# Hemicidaris crenularis
Hemicidaris crenularis è un riccio di mare estinto tra 170 e 120 milioni di anni fa.

## Tassonomia
Il genere Hemicidaris fu formalizzato nel 1838 da Louis Agassiz che vi inserì un certo numero di specie, molte delle quali note solo in base alla morfologia dell'esoscheletro; tra di esse vi era una specie descritta nel 1816 da Jean-Baptiste de Lamarck, Cidarites crenularis, designata come specie tipo. Successivamente si appurò che la morfologia del guscio di C. crenularis poteva essere ricondotta ad almeno due specie differenti, una dotata di aculei lunghi e sottili, l'altra con aculei tozzi e clavati ed i campioni originali di Lamark provenivano dalle Alpi Svizzere dove entrambe le specie erano presenti. La descrizione originale di Lamarck non conteneva riferimenti alla morfologia degli aculei e pertanto Cidarites crenularis deve essere considerato un  nomen dubium.